# Sunnylvsfjorden
Sunnylvsfjorden er en del af Storfjorden i Stranda og Norddal kommune på Sunnmøre i Møre og Romsdal fylke i Norge. Sunnylvsfjorden starter ved Uksneset hvor Storfjorden deler sig i to, og Sunnylvsfjorden går mod syd og Norddalsfjorden går østover til Tafjord. Sunnylvsfjorden går ind til bygden Hellesylt. Et par kilometer nord for Hellesylt deler fjorden sig, og Geirangerfjorden går østover, mens Sunnylvsfjorden fortsætter mod syd.
Fjorden er 26 kilometer lang, og mellem 600 og 2000 meter bred. Den største dybden er 452 meter, vest for Skrenakken i Norddal kommune.
Langs fjorden ligger det mange forladte fjord- og fjeldgårde. Fjorden er i dag mest kendt for Åkerneset, hvor en fjeldsprække i på et tidspunkt forventes at udløse et stort skred.
Fjorden og fjeldet omkring indgår i Geiranger-Herdalen landskapsvernområde og UNESCOs Vestnorsk fjordlandskap.